# Kuwaiti Premier League
Die Kuwaiti Premier League ist die höchste Spielklasse der Kuwait Football Association, also des kuwaitischen Fußballverbandes, und wurde 1961 gegründet. al Kuwait SC ist mit 17 Titel Rekordsieger und auch aktueller Meister der Saison 2022/23. 

## Geschichte
Zur Gründungszeit bestand die Liga zunächst aus Mannschaften von High Schools, Universitäten oder der Polizei. al-Arabi war eine der Ausnahmen und dominierte mit Start der Liga die 60er Jahre. Die erste Meisterschaft 1962 gewann der Verein ohne Punktverlust und verteidigte 1963 den Titel. Ab der Saison 1963/64 gingen nur noch Sport und Fußballvereine an den Start.
In den 1970er Jahren dominierten abwechselnd al Qadsia Kuwait und al Kuwait SC die Liga. Beide Vereine bildeten mit ihren Spielern die Grundlage für die goldene Generation der kuwaitischen Fußballnationalmannschaft. Spieler wie Jassem al-Yaqoub, Hammad Bu Hammad, Faisal ad-Dachil, Abdulaziz al-Anberi und Ahmed al-Tarabulsi trugen dazu bei, dass die Nationalmannschaft 1976 das Finale der Fußball-Asienmeisterschaft erreichte und 1980 gewann. 1982 qualifizierte sich die Auswahl für die Fußball-Weltmeisterschaft in Spanien. Die Dekade der 1980er gehörte wieder Al Arabi mit sieben gewonnenen Meisterschaften. Zu Ende der Saison 1989/1990 gewann mit Al Jahra der erste Verein, welcher nicht aus dem innerstädtischen Bereich von Kuwait stammte. 1990 fand wegen des Golfkrieges keine Meisterschaft statt. Immer wieder kam es in der Vergangenheit der Liga zu Veränderungen. Mal spielte man mit 14 Mannschaften, mal mit 7 oder 8. Aktuell spielen in der Saison 2021/22 zehn Mannschaften um die Meisterschaft.

## Modus
Ausgetragen wird die Liga mit zehn Mannschaften in Hin – und Rückrunde, wobei jede Mannschaft gegeneinander antritt. Der Meister und der Pokalsieger qualifizieren sich für den AFC Cup. Der Letztplatzierte der Liga steigt in die 2. Liga ab.

## Vereine der Saison 2023/24
| Verein           | Stadt                  | Heimstadion                 | Kapazität |
| ---------------- | ---------------------- | --------------------------- | --------- |
| al-Arabi         | Mansouria              | Sabah al Salem Stadium      | 26.000    |
| Al-Jahra SC      | al-Dschahra            | Mubarak Al-Aiar Stadium     | 17.000    |
| al Qadsia Kuwait | Kuwait                 | Mohammed-al-Hamad-Stadion   | 26.000    |
| al Kuwait SC     | Kuwait                 | al-Kuwait SC Stadium        | 18.500    |
| al-Nasr SC       | Ardiya                 | Ali Sabah al-Salem Stadium  | 10.000    |
| al Salmiya Club  | Salmiya                | Thamir Stadium              | 16.105    |
| al-Fahaheel SC   | Kuwait                 | Fahaheel Stadium            | 2.000     |
| al-Shabab        | Gouvernement al-Ahmadi | Al-Ahmadi Stadium           | 18.000    |
| Khaitan SC       | Khaitan                | Khaitan Stadium             | 11.000    |
| Kazma SC         | Kuwait                 | al-Sadaqua Walsalam Stadium | 21.500    |

## Bisherige Meister
- 1962: al-Arabi
- 1963: al-Arabi
- 1964: al-Arabi
- 1965: al Kuwait SC
- 1966: al-Arabi
- 1967: al-Arabi
- 1968: al Kuwait SC
- 1969: al Qadsia Kuwait
- 1970: al-Arabi
- 1971: al Qadsia Kuwait
- 1972: al Kuwait SC
- 1973: al Qadsia Kuwait
- 1974: al Kuwait SC
- 1975: al Qadsia Kuwait
- 1976: al Qadsia Kuwait
- 1977: al Kuwait SC
- 1978: al Qadsia Kuwait
- 1979: al Kuwait SC
- 1980: al-Arabi
- 1981: al Salmiya Club
- 1982: al-Arabi
- 1983: al-Arabi
- 1984: al-Arabi
- 1985: al-Arabi
- 1986: Kazma SC
- 1987: Kazma SC
- 1988: al-Arabi
- 1989: al-Arabi
- 1990: al-Jahra
- 1991: kein Meister (Zweiter Golfkrieg)
- 1992: al Qadsia Kuwait
- 1993: al-Arabi
- 1994: Kazma SC
- 1995: al Salmiya Club
- 1996: Kazma SC
- 1997: al-Arabi
- 1998: al-Salmiya Club
- 1999: al Qadsia Kuwait
- 2000: al Salmiya Club
- 2001: al Kuwait SC
- 2002: al-Arabi
- 2003: al Qadsia Kuwait
- 2004: al Qadsia Kuwait
- 2005: al Qadsia Kuwait
- 2006: al Kuwait Kaifan
- 2007: al Kuwait SC
- 2008: al Kuwait SC
- 2009: al Qadsia Kuwait
- 2010: al Qadsia Kuwait
- 2011: al Qadsia Kuwait
- 2012: al Qadsia Kuwait
- 2013: al Kuwait SC
- 2014: al Qadsia Kuwait
- 2015: al Kuwait SC
- 2016: al Qadsia Kuwait
- 2017: al Kuwait SC
- 2018: al Kuwait SC
- 2019: al Kuwait SC
- 2020: al Kuwait SC
- 2021: al-Arabi
- 2022: al Kuwait SC
- 2023: al Kuwait SC
- 2024: al Kuwait SC

## Summe der Meisterschaften
Die Anzahl der Meistertitel, den die Vereine bisher errungen haben.
| Rang | Verein           | Anzahl der Meisterschaften |
| ---- | ---------------- | -------------------------- |
| 1    | al Kuwait SC     | 19                         |
| 2    | al Qadsia Kuwait | 17                         |
|      | al-Arabi         | 17                         |
| 4    | Kazma SC         | 4                          |
|      | al Salmiya Club  | 4                          |
| 5    | al-Jahra SC      | 1                          |